# Sławomir Fabicki
Sławomir Andrzej Fabicki (ur. 5 kwietnia 1970 w Warszawie) – polski reżyser, scenarzysta i członek Europejskiej Akademii Filmowej.

## Życiorys
W 1995 roku ukończył Studium Scenariuszowe PWSFTviT w Łodzi, a w 2002 roku Wydział Reżyserii PWSFTviT w Łodzi. Nominowany do studenckiego Oscara za film „Męska sprawa” w kategorii film zagraniczny w 2001 roku.
Jego żona, Joanna Fabicka, jest pisarką i scenarzystką. Mają dwie córki.

## Jako scenarzysta
- Ich styl (1994)
- Nocą (1996)
- Wewnętrzny 55 (1997)
- Kaśka, bimber i motocykl (1999)
- Bratobójstwo (1999)
- Męska sprawa (2001)
- Z odzysku (2006)
- Miłość (2013)

## Jako reżyser
- Nocą (1996)
- Wewnętrzny 55 (1997)
- Po drugiej stronie lasu (1998)
- Kaśka, bimber i motocykl (1999)
- Bratobójstwo (1999)
- Męska sprawa (2001)[2]
- Z odzysku (2006)
- Miłość 2013
- Komisarz Alex (od 2013)
- Zbrodnia (2015)
- Ultraviolet (2017)
- Lęk (2023)

## Nagrody
- 2023: film Lęk zwycięża Plebiscyt Publiczności na 39. Warszawskim Międzynarodowym Festiwalu Filmowym w kategorii „filmu fabularnego”[3].

## Nagrody filmowe (wybrane)
- 2001: za film Męska sprawa otrzymał Grand Prix Nagrodę główną w kategorii najlepszy film krótkometrażowy
- 2001: za film Męska sprawa otrzymał nominację do Oscara – Nagrody Akademii Filmowej w kategorii krótkometrażowy film aktorski
- 2002: za film Męska sprawa otrzymał nominację do studenckiego Oscara w kategorii film zagraniczny
- 2006: za film Z odzysku otrzymał Felixa (Europejska Nagroda Filmowa) jest to nominacja w kategorii: Europejskie odkrycie
- 2006: za film Z odzysku otrzymał Nagrodę Jury wyróżnienie w Cannes

## Inne nagrody
- Został nagrodzony na festiwalu filmów reklamowych w Słowenii za wyreżyserowaną reklamę społeczną „Dzieciństwo bez przemocy”.